# Ołena Samburska
Ołena Samburska (ur. 31 stycznia 1989 w Mikołajowie) – ukraińska koszykarka, reprezentantka kraju, występująca na pozycji rozgrywającej.
22 czerwca 2018 została zawodniczką Enei AZS Poznań.
22 listopada 2019 dołączyła do AZS Uniwersytetu Gdańskiego.

## Osiągnięcia
Stan na 27 sierpnia 2020, na podstawie, o ile nie zaznaczono inaczej.
Klubowe
- Mistrzyni:
  - Bułgarii (2009, 2011)
  - Rumunii (2012)
  - CEWL (2015)
- Zdobywczyni pucharu:
  - Rumunii (2012)
  - Bułgarii (2014)
- Uczestniczka rozgrywek Eurocup (2009–2010)

Indywidualne
(* – nagrody przyznane przez eurobasket.com)
- Najlepsza zawodniczka występująca na pozycji obronnej ligi bułgarskiej (2009, 2011)*
- Zaliczona do*: 
  - I składu ligi bułgarskiej (2009, 2011, 2016)
  - II składu ligi bułgarskiej (2014)
  - składu honorable mention ligi bułgarskiej (2013)
- Zwyciężczyni konkursu rzutów za 3 punkty, podczas meczu gwiazd ligi rumuńskiej (2012)

Reprezentacja
- Uczestniczka:
  - mistrzostw Europy:
    - 2013 – 13. miejsce, 2015 – 16. miejsce
    - U–20 (2008, 2009)
    - U–18 (2007)
    - U–16 (2005)

  - kwalifikacji do Eurobasketu (2009, 2011, 2017)
  - uniwersjady (2013 – 9. miejsce)